# Источник Ютурны
Источник Ютурны (лат. Lacus Iuturnae) — некогда источник и алтарь, посвящённые латинской нимфе Ютурне и расположенные в Риме на форуме, у подножия Палатина.
Вода источника считалась целебной. По легенде, в нём напоили своих коней Кастор и Поллукс, когда принесли в Рим весть о победе над Латинским союзом в 496 году до н. э.. Источник и храм Диоскуров составляли одно целое. 11 января в честь нимфы отмечался праздник — ютурналии.